# (12494) Doughamilton
(12494) Doughamilton (1998 DH11) – planetoida z grupy pasa głównego asteroid okrążająca Słońce w ciągu 2,67 lat w średniej odległości 1,92 j.a. Odkryta 25 lutego 1998 roku.